# Pastorela
Pastorela és una pel·lícula mexicana còmica, el segon llargmetratge del director mexicà Emilio Portes, estrenada en el 2011. Va obtenir el Premi Ariel a la millor pel·lícula el 2012.

## Sinopsi
L'agent judicial Jesús Juárez «Chucho» viu amb la seva filla Magdalena al barri de San Miguel de Nenepilco a la Ciutat de Mèxic. Cada any interpreta el paper del diable a la pastorel·la parroquial organitzada pel pare Benito. No obstant això, quan el subprocurador és assassinat, Chucho té molta feina i no s'assabenta que el pare Benito va morir i que el nou sacerdot, Edmundo Posadas, ha decidit no incloure'l a la pastorel·la, ja que va faltar a la junta; el va reemplaçar per Vulmaro, el compare de Chucho. Després d'anys d'interpretar al diable, Chucho no està disposat a deixar anar «el seu» paper així com així, per la qual cosa haurà d'enfrontar-se en una clàssica lluita del bé contra el mal per reclamar la seva part en la festivitat.

## Repartiment
- Joaquín Cosío — Jesús Juárez "Chucho"
- Carlos Cobos — sacerdot Edmundo Posadas
- Eduardo España — Vilmaro Villafuente "El Compadre"
- Ana Serradilla — monja
- Dagoberto Gama — Comandant Judicial
- Héctor Jiménez — home posseït
- José Semafi — "El Tuerto"
- Ernesto Yañez — escolanet
- Eduardo Manzano — cardenal
- Ruben Cristiany — arquebisbe
- Osami Kowano — pare Benito
- Melissa Bahnsen - Magdalena
- Silverio Palacios- doctor Godínez

## Producció
Va ser tot un èxit de taquilla, i en la seva primera setmana de recaptació va guanyar 7.440.000 pesos mexicans.

## Premis
Pastorela va obtenir 14 nominacions en la LIV edició dels Premis Ariel del 2012, i d'elles en va guanyar:
| Premi       | Any  | Categoria                   | Receptor                                | Resultat   |
| ----------- | ---- | --------------------------- | --------------------------------------- | ---------- |
| Premi Ariel | 2012 | Millor Pel·lícula           | Emilio Portes i Producciones el Patrón. | Guanyadora |
| Premi Ariel | 2012 | Millor Coactuació Masculina | Carlos Cobos.                           | Guanyador  |
| Premi Ariel | 2012 | Millor Guió Cinematogràfic. | Emilio Portes.                          | Guanyador  |
| Premi Ariel | 2012 | Millor Guió Cinematogràfic  | Emilio Portes                           | Guanyador  |
| Premi Ariel | 2012 | Millor Vestuari.            | Gabriela Fernández.                     | Guanyadora |
| Premi Ariel | 2012 | Millor Maquillatge.         | Roberto Ortiz.                          | Guanyador  |
| Premi Ariel | 2012 | Millors Efectes Visuals     | Gretel Studio.                          | Guanyador  |
| Premi Ariel | 2012 | Millor Direcció             | Emilio Portes                           | Guanyador  |